# Oksaceprol
Oksaceprol – organiczny związek chemiczny, pochodna L-proliny. Wykazuje działanie przeciwzapalne. Jako mechanizm jego działania przeciwzapalnego bierze się pod uwagę hamowanie adhezji granulocytów. W związku z tym obserwuje się rzadko działania niepożądane typowe dla NLPZ – ulcerogenność i nefrotoksyczność. Do działań niepożądanych zaliczane są głównie zaburzenia żołądkowo-jelitowe, bóle brzucha, nudności i utrata łaknienia. In vitro nie wpływa na uwalnianie kwasu arachidonowego ani na tworzenie jego metabolitów.